# The Simpsons: Testify
Albums
The Simpsons Movie: The Music
The Simpsons: Testify est un album de bande-son extrait des Simpson compilant plusieurs morceaux musicaux de la série. L'album sort aux États-Unis le 18 septembre 2007.

## Titres
| No  | Titre | Durée |
| --- | --- | ----- |
| 1.  | The Simpsons Main Title Theme (par Danny Elfman, Fred Wardenberg, Stephen Lawrence, Bruce Broughton, Carl Johnson, Cathi Rosenberg-Turow et Tony Geiss)                                     |       |
| 2.  | Testify (de l'épisode Il était une « foi ») |       |
| 3.  | The Very Reason That I Live (de l'épisode Qui veut tuer Homer ?, avec Kelsey Grammer) |       |
| 4.  | He's the Man (de l'épisode Adieu Maude, avec Shawn Colvin) |       |
| 5.  | Stretch Dude and Clobber Girl (de l'épisode Simpson Horror Show X) |       |
| 6.  | The Simpsons End Credits Theme (de l'épisode Le Jugement dernier, avec Danny Elfman, Fred Wardenberg, Stephen Lawrence, Bruce Broughton, Carl Johnson, Cathi Rosenberg-Turow et Tony Geiss) |       |
| 7.  | Ode to Branson (de l'épisode La Dernière Folie de grand-père, avec Charlie Callas, Charo, Mr. T, Ray jay Johnson et Yakov Smirnoff)                                                         |       |
| 8.  | Sold Separately (de l'épisode La Dignité d'Homer) |       |
| 9.  | Island of Sirens (de l'épisode To Bart or not to Bart) |       |
| 10. | They'll Never Stop the Simpsons (de l'épisode Tout sur Homer) |       |
| 11. | You're a Bunch of Stuff (de l’épisode La Nouvelle Marge) |       |
| 12. | What Do I Think of the Pie? (de l'épisode Pour l'amour d'Edna) |       |
| 13. | Baby Stink Breath (de l'épisode Homer va le payer) |       |
| 14. | Tastes Like Liberty (de l'épisode La Reine de l'orthographe) |       |
| 15. | Jellyfish (de l'épisode Le Péché de Ned) |       |
| 16. | Homer & Marge (Love Goes On) (de l'épisode Le Gay Pied, avec Weird Al Yankovic) |       |
| 17. | Everybody Hates Ned Flanders (de l'épisode Le Tube qui tue, avec David Byrne) |       |
| 18. | I Love To Walk (de l'épisode Marge, chauffeur de maître, avec Steve Buscemi) |       |
| 19. | Marjorie (de l'épisode Marge, chauffeur de maître, avec Jackson Browne) |       |
| 20. | The President Wore Pearls (de l'épisode Sois belle et tais-toi !) |       |
| 21. | Glove Slap (de l'épisode Une récolte d'enfer, avec les B-52's) |       |
| 22. | O Pruny Night (de l'épisode Père Noël sans frontières, avec les California Prunes) |       |
| 23. | America (I Love This Country) (de l'épisode Tartman, le vengeur masqué) |       |
| 24. | America Rules (de l'épisode Le Drapeau... potin de Bart) |       |
| 25. | Welcome to Moe's (de l'épisode Maman de bar) |       |
| 26. | We Are the Jockeys (de l'épisode Courses épiques, avec Randy Bachman, Trevor Denman et C.F. Turner)                                                                                         |       |
| 27. | Song of Shelbyville (de l'épisode Le Bon, les Brutes et la Balance) |       |
| 28. | A Star Is Torn (de l’épisode Krusty chasseur de talents, avec Fantasia Barrino) |       |
| 29. | Who Wants A Haircut? (de l'épisode Le Jugement dernier, avec les Baha Men) |       |
| 30. | My Fair Laddy (de l'épisode Willie le gentleman) |       |
| 31. | Springfield Blows (de l'épisode Million Dollar Papy) |       |
| 32. | King of Cats (de l'épisode Échec et math pour les filles) |       |
| 33. | Lady (de l'épisode Échange d'épouses, avec Ricky Gervais) |       |
| 34. | You Make Me Laugh (de l'épisode Échange d'épouses) |       |
| 35. | Lady Riff (de l'épisode Échange d'épouses) |       |
| 36. | Poppa, Can You Hear Me? (de l'épisode Coucher avec l'ennemi) |       |
| 37. | Yokel Chords (de l'épisode La Chorale des péquenots) |       |
| 38. | Hullaba Lula (de l'épisode La Vengeance du clown) |       |
| 39. | Song of the Wild Beasts (de l'épisode Voyage au bout de la peur) |       |
| 40. | Dancing Worker's Song (de l'épisode Notre Homer qui êtes un dieu) |       |
| 41. | Oldies and Nudies (Homer le rocker) |       |